# گرمایش القایی

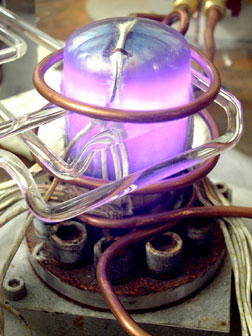
بخشی از مولد رادیوایزوتوپ استرلینک در حال گرم شدن به روش گرمایش القایی.

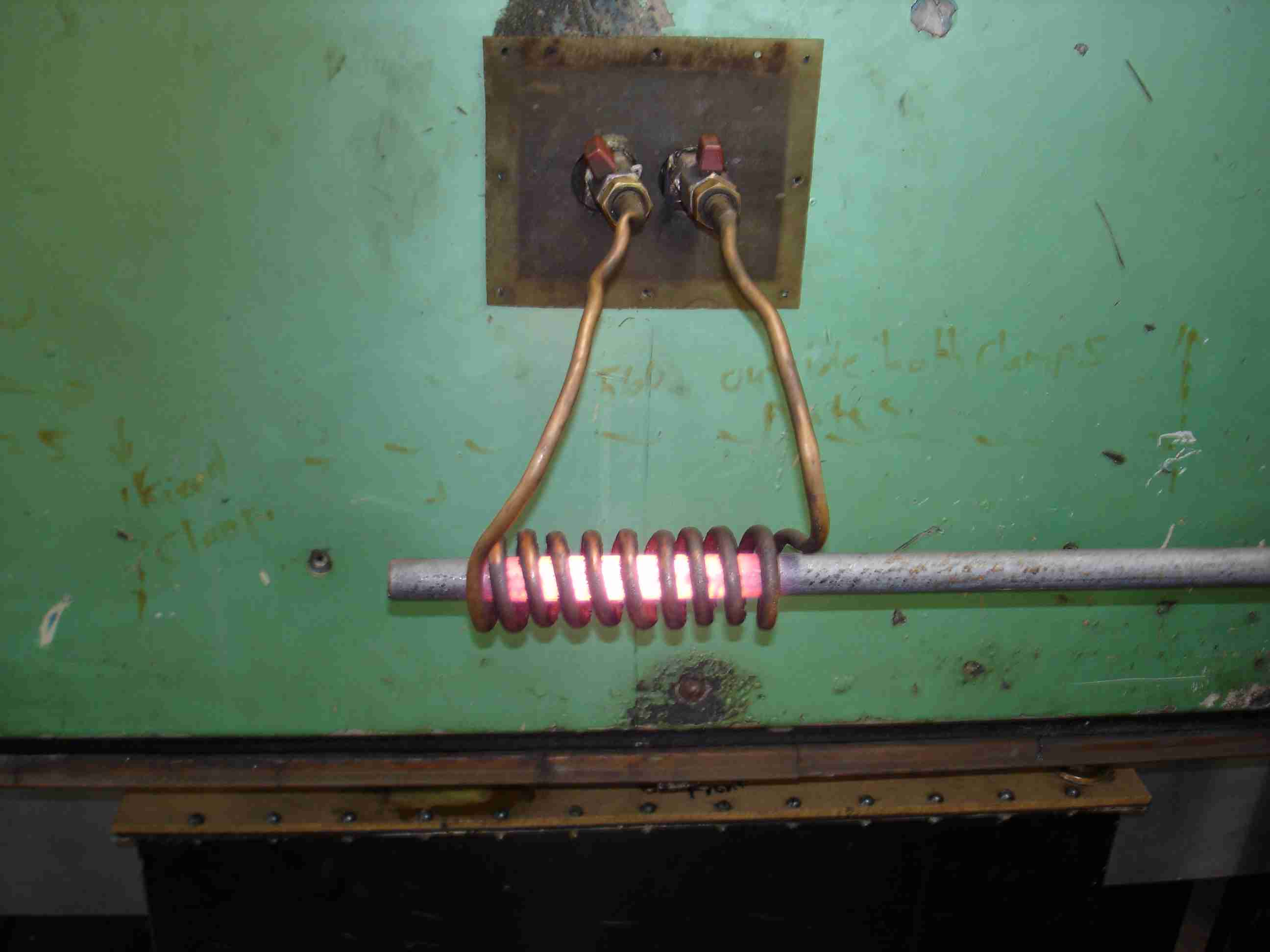
گرمایش القایی یک میلهٔ فلزی ۲۵ میلی‌متری با مولد 15 کیلووات در فرکانس 450 کیلوهرتز.

گرمایش القایی (انگلیسی: Induction heating)، روشی برای گرم کردن مواد رسانای الکتریکی (معمولاً فلزات) از راه القای الکترومغناطیسی است.
در گرمایش القایی، تغییر شار مغناطیسی حاصل از جریان متناوب با فرکانس زیاد (تا صدها کیلوهرتز)، در یک رسانای الکتریکی (فلزی که باید گرم شود)، جریان الکتریکی القا می‌کند. این جریان، گردابی است. این فرایند مشابه کار یک ترانسفورماتور است. تفاوت گرمایش القایی با کار یک ترانسفورماتور این است که در ترانسفورماتورها، توان انتقال‌یافته به ثانویهٔ ترانسفورماتور به مصرف‌کننده‌ منتقل می‌شود، ولی در گرمایش القایی، ثانویه همانند یک اتصال کوتاه عمل می‌کند، زیرا همان فلزی است که باید گرم شود. 
جریان‌های گردابی در فلزات، باعث تلفات الکتریکی زیاد، و در نتیجه گرمای زیاد می‌شود. هرچه فرکانس جریان متناوب بیشتر باشد، شدت جریان گردابی و در نتیجه گرمای تولیدشده بیشتر می‌شود. 
در گرمایش القایی، علاوه بر جریان گردابی، تلفات و گرمای ناشی از هیسترِزیس نیز وجود دارد، ولی معمولاً می‌توان از این تلفات در فرکانس‌های بالاتر چشم‌ پوشید.
هر چه ماده‌ای که در آن القای الکترومغناطیسی می‌شود، بیش‌تر فِرّومغناطیس باشد، گرمایش هیسترزیس در آن بیشتر خواهد بود.

## کاربردها
گرمایش القایی در کوره‌های ذوب، تاب‌کاری، جوش‌کاری و پخت‌وپز کاربرد دارد.

### مآخذ
- Bakshi, U.A.; Bakshi, V.U. (2009). Electrical Technology (به انگلیسی). Technical Publications. Retrieved 2015-02-25.
- Sobh, T.M.; Elleithy, K.; Mahmood, A.; Karim, M.A. (2007). Innovative Algorithms and Techniques in Automation, Industrial Electronics and Telecommunications (به انگلیسی). Springer. Retrieved 2015-02-25.
- گرمایش القایی در کرلی